# Анте Абрамовић
Анте Абрамовић (Посавски Подгајци, Жупања 1903 — Београд 1985) био је сликар и ликовни педагог.

## Биографија
Анте Абрамовић је рођен у Посавским Подгајцима код Жупање 17. маја 1903. године. Студије сликарства почиње у Загребу да би 1928. прешао у Београд и наставио студије на Уметничкој школи у Београду код професора Љубе Ивановића, Милана Миловановића и Ивана Радовића где је и дипломираао 1934. године на наставничком одсеку. Усавршавање је наставио у Паризу 1939. и 1952. а у Италији 1947. и 1948. године. Од 1949. био је професор цртања у гимназији и Вишој педагошкој школи у Београду.
Бавио се илустровањем књига и дечјих сликовница, сликао је портрете, пејзаже и мртву природу. Од техника је користио уље, темперу и акварел.
Његови радови се налазе у Народном музеју, Музеју савремене уметности у Београду, Спомен-збирци Павла Бељанског у Новом Саду, као и Модерној галерији у Загребу.
Умро је у Београду 25. мајa 1985. године.